# Jizdra
|  | Aquest article tracta sobre la població. Vegeu-ne altres significats a «Jizdra (riu)». |

Jizdra - Жиздра (rus) - és una ciutat de l'óblast de Kaluga, a Rússia. Es troba a la vora del Jizdra, a 180 km al sud-oest de Kaluga.

## Història
L'antic poble de Jizdra rebé l'estatus de ciutat el 1777, data en què també es converteix en centre administratiu d'un uiezd. El seu nom deriva del bàltic, i significa «sorra gruixuda». Als segles XVIII i xix la ciutat fou un centre actiu de comerç de fusta. Durant la Segona Guerra Mundial la vila fou ocupada per les tropes alemanyes el 5 d'octubre de 1941, i alliberada per l'Exèrcit Roig el 16 d'agost de 1943, dins de les ofensives de l'Operació Kutúzov.